# Larry the Cable Guy
Larry the Cable Guy, de son vrai nom Daniel Lawrence Whitney, est un comédien américain né le 17 février 1963 à Pawnee City dans le Nebraska.
Il était l'un des membres de la Blue Collar Comedy Tour (en), une troupe de comédie qui comprenait Bill Engvall (en), Ron White, et Jeff Foxworthy (avec qui il a joué sur Blue Collar).

## Biographie
Il étudie à l'Université baptiste de Decatur, en Géorgie, pour devenir pasteur jeunesse. Toutefois, il a opté pour la comédie.
Larry a sorti sept albums de comédie, dont trois ont été certifiés or par la RIAA pour les envois de 500 000 exemplaires . En outre, il a joué dans trois films Blue Collar Comedy Tour- connexes, ainsi que dans Larry the Cable Guy : Inspecteur de la santé (en), Delta Farce et Hot Protection, ainsi que la voix de Martin dans la franchise Cars. Le slogan de Whitney " Git -R- Done! " est aussi le titre de son livre.
Le 26 janvier 2010, la chaîne de télévision History a annoncé qu'elle commandait une série mettant en vedette Whitney appelé Seulement en Amérique avec Larry the Cable Guy (en), dans lequel il explorait le pays et se plongeait dans les différents modes de vie, les emplois et les loisirs. Le premier épisode de la série a été diffusé le 8 février 2011. La finale de la série diffusée est le 28 août 2013.

## Filmographie sélective

### Cinéma
- 2003 : Blue Collar Comedy Tour: The Movie (en)
- 2004 : Blue Collar Comedy Tour Rides Again (en) :
- 2006 : Cars de John Lasseter et Joe Ranft : Martin
- 2006 : Martin et la Lumière fantôme (Mater and the Ghostlight) de John Lasseter et Dan Scanlon : Martin
- 2007 : Delta Farce de C.B. Harding (en) : Larry
- 2008 : Hot Protection de Charles Robert Carner : Larry
- 2011 : Cars 2 de Brad Lewis et John Lasseter : Mater (Martin)
- 2012 : Fée malgré lui 2 (Tooth Fairy 2) de Alex Zamm : Larry Guthrie
- 2013 : A Madea Christmas de Tyler Perry : Buddy
- 2014 : La Course au jouet 2 de Alex Zamm : Larry Phillips
- 2017 : Cars 3 : Martin